# Rockmantico
Rockmantico è un album di Alberto Camerini pubblicato nel 1982. L'album è presente nella classifica dei 100 dischi italiani più belli di sempre secondo Rolling Stone Italia alla posizione numero 62. Contiene Tanz Bambolina, ultimo successo dell'artista.

## Copertina
Riproduce la faccia di Alberto Camerini da ritagliare.

## Descrizione
Come spiegato dallo stesso artista, il titolo dell'album sta a significare l'unione di Rock, Romantico e Antico.
Nel 1990 l’album fu ristampato in versione LP, cassetta e per la prima volta anche in CD dalla Sony Music.
Nel 2022, in occasione del 40º anniversario, l'album viene nuovamente ristampato in versione LP colorato rosso dalla Sony Music
Nel 2025, viene ripubblicato in edizione CD dalla "The Saifam Group" di Verona.

## Tracce
1. Telex – 4:09
2. Maccheroni elettronici – 3:42
3. Stai con me – 2:20
4. Mr. Rock – 4:28
5. Fanatico di Rock'n'Roll – 2:17
6. Tanz bambolina – 3:31
7. Arlecchino educato dall'amore – 1:59
8. C'è un giardino – 3:37
9. Mon Ami – 3:24
10. Proprio tu – 3:20
11. Questo amore – 3:27

## Formazione
- Alberto Camerini - voce
- Curley Sr - chitarra elettrica
- Flaviano Cuffari - batteria
- Roberto Stemby - chitarra elettrica